# Ernest Ventós i Casadevall
Ernest Ventós i Casadevall (Barcelona 1894 - 1933) fou un pintor paisatgista i polític català. Va fer exposicions a Barcelona els anys 1910, 1911 i 1920. Alhora, milità en el Partit Republicà Català i de la Unió de Rabassaires, va estar molt vinculat personalment a Lluís Companys. Fou delegat del comissari del govern per a la liquidació de l'Exposició Universal de Barcelona del 1929. Participà en les tasques preparatòries de la Conferència d'Esquerres Catalanes i a les eleccions del 12 d'abril de 1931 fou elegit regidor i tinent d'alcalde de l'ajuntament de Barcelona, des d'on treballà en la Junta de Museus.